# Budin (priimek)
Budin je redkejši priimek v Sloveniji, ki ga je po podatkih Statističnega urada Republike Slovenije na dan 1. januarja 2010 uporabljo 69 oseb in je med vsemi priimki po pogostosti uporabe uvrščen na 5.928. mesto.

## Znani nosilci priimka
- Alojz Budin (1904—1960), politični delavec
- Anton Budin (1902—1991), javni in kulturni delavec
- Ivan Budin (1861—?), politik, poslanec
- Jan Budin (*1975), košarkar
- Jožko Budin (1928—2013), elektrotehnik, univ. profesor
- Matej Budin (*1985), filozof
- Matjaž Budin (*1986), kolesar
- Miloš Budin (*1949), slovenski politik v Italiji
- Pavel Budin (1952—2000), pravnik, kulturni delavec
- Peter Budin (1770—1858), duhovnik, šolnik, pridigar
- Tommy Budin, klarinetist ansambla Saša Avsenika
- Venčeslav Budin (1908—1979), prosvetni delavec, zborovodja

#### Tuji nosilci priimka
- Leo Budin (*1937), hrvaški elekrotehnik, univ. profesor in akademik